# Cristobal Ceballos García
Cristobal Ceballos García (Las Palmas de Gran Canaria, 5 d'agost de 1916 - Las Palmas de Gran Canaria, 14 de desembre de 1989) fou un futbolista català de la dècada de 1940.

## Trajectòria
Començà la seva carrera a diversos clubs canaris com el Santa Catalina, el Porteño i l'Athletic de Las Palmas. L'any 1940 fitxà pel FC Barcelona, on jugà durant tres temporades. Jugà 65 partits amb el club, 7 d'ells de lliga i 2 de copa, i guanyà aquesta darrera competició la temporada 1941-42.

## Palmarès
- Copa espanyola:
  - 1941-42